# إليونورا دي ميديشي
إليونورا دي ميديشي (28 فبراير 1567 - 9 سبتمبر 1611) البنت الكبرى لفرانشيسكو الأول دي ميديشي ويوهانا هابسبورغ . في 1578 ، كانت إليونورا في الحادية عشرة من عندما توفيت والدتها ، والدها وتزوج في وقت لاحق من بيانكا كابيلو . وكانت واحدة من سبعة أخوة ، إحداهم ماري دي ميديشي أصبحت ملكة فرنسا و والدة لويس الثالث عشر ، جعلت ماري شقيقتها يليونورا عرابة لويس. شقيقة إيليونورا و ماري أيضا تدعى آنا توفيت بسن 14 عاما ، بقية أشقاء إليونورا و ماري ماتوا بمرحلة الطفولة.